# Galatasaray Spor Kulübü 2014-2015 (pallavolo maschile)
Questa voce raccoglie le informazioni riguardanti il Galatasaray Spor Kulübü nella stagione 2014-2015.

## Organigramma societario
Area direttiva
- Presidente: Duygun Yarsuvat

Area tecnica
- Allenatore: Flavio Gulinelli
- Secondo allenatore: Umut Uysal
- Statistico: Cihan Çintay

## Rosa
| N° | Nome            | Ruolo | Data di nascita   | Nazionalità sportiva |
| -- | --------------- | ----- | ----------------- | -------------------- |
| 1  | Boğaçhan Zambak | P     | 28 febbraio 1994  | Turchia              |
| 3  | Melih Sıratça   | S     | 12 febbraio 1996  | Turchia              |
| 4  | Sefa Urlu       | S     | 25 febbraio 1994  | Turchia              |
| 5  | Doğukan Ulu     | C     | 30 ottobre 1995   | Turchia              |
| 7  | İbrahim Akşeker | C     | 5 febbraio 1987   | Turchia              |
| 8  | Onurcan Çakır   | L     | 27 settembre 1995 | Turchia              |
| 9  | Yasin Aydın     | S     | 11 luglio 1995    | Turchia              |
| 10 | Selçuk Keskin   | P     | 15 gennaio 1982   | Turchia              |
| 11 | İbrahim Emet    | C     | 15 gennaio 1986   | Turchia              |
| 13 | Kamil Baránek   | S     | 2 maggio 1983     | Rep. Ceca            |
| 14 | Hakan Polat     | C     | 11 novembre 1989  | Turchia              |
| 15 | Samuel Tuia     | S     | 24 luglio 1986    | Francia              |
| 18 | Mehmet Özbek    | L     | 11 luglio 1984    | Turchia              |
| 19 | Filip Rejlek    | O     | 10 maggio 1981    | Rep. Ceca            |

## Mercato
| Acquisti | Acquisti        | Acquisti       | Acquisti   |
| R.       | Nome            | da             | Modalità   |
| -------- | --------------- | -------------- | ---------- |
| S        | Sefa Urlu       | giovanili      | definitivo |
| C        | Doğukan Ulu     | giovanili      | definitivo |
| C        | İbrahim Akşeker | İnegöl         | definitivo |
| P        | Selçuk Keskin   | İstanbul BB    | definitivo |
| S        | Kamil Baránek   | Tours          | definitivo |
| C        | Hakan Polat     | Konak          | definitivo |
| S        | Samuel Tuia     | Skra Bełchatów | definitivo |
| O        | Filip Rejlek    | Minas          | definitivo |

| Cessioni | Cessioni             | Cessioni  | Cessioni   |
| R.       | Nome                 | a         | Modalità   |
| -------- | -------------------- | --------- | ---------- |
| P        | Ahmed Abdalla        | Bouchrieh | definitivo |
| O        | Ahmed Abdelhay       | Army SC   | definitivo |
| S        | Sinan Tanık          | -         | ritirato   |
| C        | Muhammet Ertuğrul    | Şahinbey  | definitivo |
| C        | Cansın Hacıbekiroğlu | İnegöl    | definitivo |
| C        | Ferhat Akdeniz       | Beşiktaş  | definitivo |
| S        | Fırat Filiz          | İnegöl    | definitivo |

## Risultati

### Voleybol 1. Ligi

#### Regular season

##### Andata
| 1ª giornata - 19 ottobre 2014 İzmir Atatürk Spor Salonu, Smirne        | Arkas                | 3 - 1 | Galatasaray    | 27-25, 26-24, 23-25, 25-16        |
| 2ª giornata - 26 ottobre 2014 Burhan Felek Spor Salonu, Istanbul       | Galatasaray          | 3 - 1 | Beşiktaş       | 25-23, 25-17, 25-21               |
| 3ª giornata - 29 ottobre 2014 Torul Spor Salonu ve Cim Saha, Gümüşhane | Gümüşhane Torul      | 0 - 3 | Galatasaray    | 18-25, 18-25, 19-25               |
| 4ª giornata - 2 novembre 2014 Burhan Felek Spor Salonu, Istanbul       | Galatasaray          | 0 - 3 | Halkbank       | 23-25, 37-39, 22-25               |
| 5ª giornata - 9 novembre 2014 Burhan Felek Spor Salonu, Istanbul       | Fenerbahçe           | 1 - 3 | Galatasaray    | 23-25, 18-25, 26-24, 22-25        |
| 6ª giornata - 16 novembre 2014 Burhan Felek Spor Salonu, Istanbul      | Galatasaray          | 2 - 3 | Ziraat Bankası | 25-20, 20-25, 23-25, 25-21, 12-15 |
| 7ª giornata - 23 novembre 2014 Başkent Voleybol Salonu, Ankara         | Maliye Milli Piyango | 2 - 3 | Galatasaray    | 19-25 25-20 15-25 25-15 11-15     |
| 8ª giornata - 30 novembre 2014 Burhan Felek Spor Salonu, Istanbul      | Galatasaray          | 2 - 3 | İstanbul BB    | 21-25, 25-21, 25-17, 19-25, 8-15  |
| 9ª giornata - 7 dicembre 2014 Karatas Sahinbey Spor Salonu, Gaziantep  | Şahinbey             | 2 - 3 | Galatasaray    | 23-25, 25-21, 25-19, 22-25, 13-15 |
| 10ª giornata - 14 dicembre 2014 Burhan Felek Spor Salonu, Istanbul     | Galatasaray          | 3 - 2 | İnegöl         | 20-25, 21-25, 25-20, 25-21, 15-11 |
| 11ª giornata - 21 dicembre 2014 Burhan Felek Spor Salonu, Istanbul     | Galatasaray          | 3 - 0 | Palandöken     | 34-32, 25-20, 25-19               |

##### Ritorno
| 12ª giornata - 29 gennaio 2015 Burhan Felek Spor Salonu, Istanbul      | Galatasaray    | 0 - 3 | Arkas                | 22-25, 27-29, 20-25               |
| 13ª giornata - 16 gennaio 2015 BJK Akatlar Arena, Istanbul             | Beşiktaş       | 2 - 3 | Galatasaray          | 22-25, 25-23, 25-21, 14-25, 15-17 |
| 14ª giornata - 24 gennaio 2015 Burhan Felek Spor Salonu, Istanbul      | Galatasaray    | 3 - 0 | Gümüşhane Torul      | 25-19, 25-16, 25-22               |
| 15ª giornata - 31 gennaio 2015 Başkent Voleybol Salonu, Ankara         | Halkbank       | 3 - 0 | Galatasaray          | 25-14, 25-19, 25-20               |
| 16ª giornata - 7 febbraio 2015 Burhan Felek Spor Salonu, Istanbul      | Galatasaray    | 3 - 2 | Fenerbahçe           | 25-21, 19-25, 18-25, 25-21, 15-13 |
| 17ª giornata - 14 febbraio 2015 Başkent Voleybol Salonu, Ankara        | Ziraat Bankası | 3 - 2 | Galatasaray          | 19-25, 25-14, 25-21, 23-25, 15-13 |
| 18ª giornata - 21 febbraio 2015 Burhan Felek Spor Salonu, Istanbul     | Galatasaray    | 3 - 1 | Maliye Milli Piyango | 25-22, 23-25, 25-22, 25-23        |
| 19ª giornata - 28 febbraio 2015 Haldun Alagaş Spor Salonu, Istanbul    | İstanbul BB    | 2 - 3 | Galatasaray          | 25-22, 22-25, 25-23, 21-25, 11-15 |
| 20ª giornata - 7 marzo 2015 Burhan Felek Spor Salonu, Istanbul         | Galatasaray    | 0 - 3 | Şahinbey             | 22-25, 17-25, 21-25               |
| 21ª giornata - 14 marzo 2015 İnegöl Kapalı Spor Salonu, İnegöl         | İnegöl         | 2 - 3 | Galatasaray          | 25-22, 23-25, 25-22, 23-25, 13-15 |
| 22ª giornata - 21 marzo 2015 Recep Tayyip Erdoğan Spor Salonu, Erzurum | Palandöken     | 3 - 1 | Galatasaray          | 25-18, 25-21, 28-30, 25-20        |

#### Play-off scudetto
| Quarti di finale (gara 1) - 3 aprile 2015 Burhan Felek Spor Salonu, Istanbul | Galatasaray    | 3 - 1 | Fenerbahçe     | 25-16, 11-25, 25-22, 25-20 |
| Quarti di finale (gara 2) - 6 aprile 2015 Burhan Felek Spor Salonu, Istanbul | Fenerbahçe     | 3 - 0 | Galatasaray    | 25-14, 25-14, 26-24        |
| Quarti di finale (gara 3) - 7 aprile 2015 Burhan Felek Spor Salonu, Istanbul | Fenerbahçe     | 1 - 3 | Galatasaray    | 28-30, 25-21, 26-28, 17-25 |
| Final four (gara 1) - 17 aprile 2015 Mersin Toroslar Voleybol Salonu, Mersin | Halkbank       | 3 - 1 | Galatasaray    | 25-20, 25-12, 23-25, 25-20 |
| Final four (gara 2) - 18 aprile 2015 Mersin Toroslar Voleybol Salonu, Mersin | Galatasaray    | 1 - 3 | Arkas          | 14-25, 25-19, 21-25, 22-25 |
| Final four (gara 3) - 19 aprile 2015 Mersin Toroslar Voleybol Salonu, Mersin | Ziraat Bankası | 3 - 1 | Galatasaray    | 21-25, 25-20, 25-18, 25-17 |
| Final four (gara 4) - 25 aprile 2015 Yüreğir Spor Salonu, Adana              | Galatasaray    | 0 - 3 | Ziraat Bankası | 18-25, 16-25, 21-25        |
| Final four (gara 5) - 26 aprile 2015 Yüreğir Spor Salonu, Adana              | Arkas          | 3 - 0 | Galatasaray    | 25-18, 25-18, 25-17        |
| Final four (gara 6) - 27 aprile 2015 Yüreğir Spor Salonu, Adana              | Galatasaray    | 0 - 3 | Halkbank       | 20-25, 16-25, 16-25        |

### Coppa di Turchia

#### Fase a eliminazione diretta
| Quarti di finale (andata) - 27 novembre 2014 Burhan Felek Spor Salonu, Istanbul  | Galatasaray | 1 - 3 | İstanbul BB | 23-25, 25-20, 22-25, 13-25 |
| Quarti di finale (ritorno) - 24 febbraio 2014 Burhan Felek Spor Salonu, Istanbul | İstanbul BB | 0 - 3 | Galatasaray | 20-25, 23-25, 21-25        |
| Semifinali - 28 marzo 2014 Cengiz Göllü Kapalı Spor Salonu, Bursa                | Halkbank    | 3 - 1 | Galatasaray | 25-21, 27-29, 27-25, 25-15 |

### Challenge Cup

#### Fase ad eliminazione diretta
| Secondo turno (andata) - 5 novembre 2014 Loimaan liikuntahalli, Loimaa             | Hurrikaani-Loimaa | 2 - 3 | Galatasaray       | 22-25, 25-20, 25-22, 20-25, 9-15      |
| Secondo turno (ritorno) - 19 novembre 2014 Burhan Felek Spor Salonu, Istanbul      | Galatasaray       | 3 - 0 | Hurrikaani-Loimaa | 25-14, 25-21, 25-18                   |
| Sedicesimi di finale (andata) - 4 dicembre 2014 Burhan Felek Spor Salonu, Istanbul | Galatasaray       | 3 - 0 | Jedinstvo Brčko   | 25-15, 25-16, 25-14                   |
| Sedicesimi di finale (andata) - 17 dicembre 2014 Sportska Dvorana Magnet, Brčko    | Jedinstvo Brčko   | 0 - 3 | Galatasaray       | 18-25, 17-25, 17-25                   |
| Ottavi di finale (andata) - 13 gennaio 2015 Burhan Felek Spor Salonu, Istanbul     | Galatasaray       | 3 - 0 | Chemes Humenné    | 25-16, 25-20, 25-22                   |
| Ottavi di finale (ritorno) - 21 gennaio 2015 Mestská športová hala, Humenné        | Chemes Humenné    | 2 - 3 | Galatasaray       | 22-25, 22-25, 25-21, 25-19, 8-15      |
| Quarti di finale (andata) - 4 marzo 2015 Burhan Felek Spor Salonu, Istanbul        | Galatasaray       | 3 - 1 | Vojvodina         | 23-25, 25-21, 25-21, 28-26            |
| Quarti di finale (ritorno) - 10 marzo 2015 Centro Sportivo SPENS, Novi Sad         | Vojvodina         | 3 - 0 | Galatasaray       | 25-15, 25-17, 25-20 Golden set: 15-11 |

## Statistiche

### Statistiche di squadra
| Competizione     | Punti | In casa | In casa | In casa | In trasferta | In trasferta | In trasferta | Totale | Totale | Totale |
| Competizione     | Punti | G       | V       | P       | G            | V            | P            | G      | V      | P      |
| ---------------- | ----- | ------- | ------- | ------- | ------------ | ------------ | ------------ | ------ | ------ | ------ |
| Voleybol 1. Ligi | 37,8  | 12      | 7       | 5       | 13           | 8            | 5            | 31     | 15     | 16     |
| Coppa di Turchia | -     | 1       | 0       | 1       | 1            | 1            | 0            | 3      | 1      | 2      |
| Challenge Cup    | -     | 4       | 4       | 0       | 4            | 3            | 1            | 8      | 7      | 1      |
| Totale           | -     | 17      | 11      | 6       | 18           | 12           | 6            | 42     | 23     | 19     |

G = partite giocate; V = partite vinte; P = partite perse

### Statistiche dei giocatori
| Giocatore  | Campionato | Campionato | Campionato | Campionato | Campionato | Coppa di Turchia | Coppa di Turchia | Coppa di Turchia | Coppa di Turchia | Coppa di Turchia | Challenge Cup | Challenge Cup | Challenge Cup | Challenge Cup | Challenge Cup | Totale | Totale | Totale | Totale | Totale |
| Giocatore  | P          | PT         | AV         | MV         | BV         | P                | PT               | AV               | MV               | BV               | P             | PT            | AV            | MV            | BV            | P      | PT     | AV     | MV     | BV     |
| ---------- | ---------- | ---------- | ---------- | ---------- | ---------- | ---------------- | ---------------- | ---------------- | ---------------- | ---------------- | ------------- | ------------- | ------------- | ------------- | ------------- | ------ | ------ | ------ | ------ | ------ |
| İ. Akşeker | 28         | 151        | 99         | 48         | 4          | 3                | 17               | 10               | 5                | 2                | 7             | 57            | 36            | 19            | 2             | 38     | 225    | 145    | 72     | 8      |
| Y. Aydın   | 20         | 98         | 86         | 9          | 3          | 3                | 8                | 6                | 1                | 1                | 7             | 48            | 42            | 5             | 1             | 30     | 154    | 134    | 15     | 5      |
| K. Baránek | 27         | 323        | 263        | 41         | 19         | 2                | 27               | 21               | 3                | 3                | 7             | 93            | 74            | 12            | 7             | 36     | 443    | 358    | 56     | 29     |
| O. Çakır   | 29         | 0          | 0          | 0          | 0          | 3                | 0                | 0                | 0                | 0                | 7             | 0             | 0             | 0             | 0             | 39     | 0      | 0      | 0      | 0      |
| İ. Emet    | 27         | 213        | 126        | 81         | 6          | 2                | 13               | 8                | 5                | 0                | 6             | 34            | 25            | 7             | 2             | 35     | 260    | 159    | 93     | 8      |
| S. Keskin  | 30         | 120        | 36         | 68         | 16         | 3                | 8                | 2                | 5                | 1                | 8             | 27            | 12            | 7             | 8             | 41     | 155    | 50     | 48     | 25     |
| M. Özbek   | 27         | 1          | 0          | 1          | 0          | 2                | 0                | 0                | 0                | 0                | 7             | 0             | 0             | 0             | 0             | 36     | 1      | 0      | 1      | 0      |
| H. Polat   | 13         | 69         | 37         | 28         | 4          | 2                | 6                | 4                | 1                | 1                | 5             | 20            | 14            | 3             | 3             | 20     | 95     | 55     | 32     | 8      |
| F. Rejlek  | 29         | 541        | 451        | 40         | 50         | 3                | 47               | 44               | 2                | 1                | 8             | 116           | 97            | 11            | 8             | 40     | 704    | 592    | 53     | 59     |
| M. Sıratça | 11         | 25         | 17         | 6          | 2          | 1                | 1                | 1                | 0                | 0                | 3             | 8             | 6             | 2             | 0             | 15     | 34     | 24     | 8      | 2      |
| S. Tuia    | 30         | 341        | 283        | 30         | 28         | 3                | 38               | 33               | 5                | 0                | 7             | 71            | 59            | 4             | 8             | 40     | 450    | 375    | 39     | 36     |
| D. Ulu     | 5          | 5          | 3          | 1          | 1          | 0                | 0                | 0                | 0                | 0                | 0             | 0             | 0             | 0             | 0             | 5      | 5      | 3      | 1      | 1      |
| S. Urlu    | 19         | 10         | 9          | 0          | 1          | 2                | 0                | 0                | 0                | 0                | 4             | 6             | 5             | 1             | 0             | 25     | 16     | 14     | 1      | 1      |
| B. Zambak  | 31         | 7          | 0          | 1          | 6          | 3                | 1                | 0                | 0                | 1                | 8             | 3             | 0             | 2             | 1             | 42     | 11     | 0      | 3      | 8      |

P = presenze; PT = punti totali; AV = attacchi vincenti; MV = muri vincenti; BV = battute vincenti